# Schwedt
Schwedt/Oder är en stad i det tyska distriktet Uckermark i förbundslandet Brandenburg. Staden ligger vid floden Oder som bildar gränsen till Polen.

## Geografi
Stadskärnan ligger på västra sidan av floden Oder, vid Hohensaaten-Friedrichsthalkanalen som löper parallellt med Oder, ett par kilometer väster om huvudfåran. Oders huvudfåra utgör här nationsgränsen mot Polen, och vid Schwedt finns en broförbindelse över till den polska orten Krajnik Dolny med vidare vägförbindelse mot Chojna, som är närmaste stad på den polska sidan.
Tre kilometer norr om stadens centrum rinner floden Welse ut i Hohensaaten-Friedrichsthalkanalen. Nära Welses mynning ligger den tidigare staden Vierraden som idag utgör en stadsdel i Schwedt.

## Historia
Schwedt omnämns 1265 för första gången i en urkund och hade redan vid denna tid stadsrättigheter. 1354 blev staden en del av hertigdömet Pommern. Efter 1481 ansvarade adelssläkten von Hohenstein från Thüringen för stadens framväxt. Under det trettioåriga kriget plundrades staden 32 gånger. En belägring, där den svenska generalen Johan Banér krävde kapitulation av den kejserliga truppstyrkan som förskansat sig i staden, slutade med att Schwedt blev eldhärjad. 1631 hade Gustav II Adolf sitt läger vid staden.
Efter kriget pantsattes staden Schwedt av kurfursten Fredrik Vilhelm av Brandenburg för 25 000 taler till greve Varrenbach. Han tyckte att staden inte gav tillräcklig vinst och sålde den 1670 till kurfurstens andra maka, Dorothea. Under Dorotheas ledning flyttade hugenotter till Schwedt och etablerade Tysklands största tobaksplantering här. Hon lät sedermera staden gå i arv till sin äldste son Filip Vilhelm, som grundade den yngre Brandenburg-Schwedt-linjen av huset Hohenzollern.
Under 1700-talet blev Schwedt under markgreve Fredrik Henrik av Brandenburg-Schwedt (1709–1788) en kulturstad med teaterföreställningar och andra evenemang. Efter hans död återgick Brandenburg-Schwedt till den preussiska kronan. 1865 fick staden en gasometer och 1873 anslutning till järnvägsnätet. Under andra världskrigets sista månader utkämpades häftiga strider i Schwedt och efteråt var 85 % av orten förstörd.
Under DDR-tiden omvandlades Schwedt till industristad. 1959 byggdes en pappersfabrik och ett år senare etablerades en petroleumfabrik i staden. Efter anslutningen till en petroleumledning från Uralbergen var Schwedt en viktig faktor i Östtysklands ekonomi. Ett negativt rykte hade militärfängelset och Folkarméns korrektionsanstalt.
Efter Tysklands återförening fick staden ekonomiska problem. 2004 var 23,9 % av samhällets invånare arbetslösa och många flyttade till andra regioner.

## Befolkning
- Befolkningsutvecklingen i de nuvarande gränserna (Blå linje: Befolkning—Prickade linjen: Jämförelse med utvecklingen av Brandenburg—Grå bakgrund: Period av Nazi styre—Röd bakgrund: Period av kommunistiskt styre)
- Aktuella befolkningsutveckling (blå linjen) och prognoser (prickade linjen).

| År   | Invånare |
| ---- | -------- |
| 1875 | 15 127   |
| 1890 | 14 709   |
| 1910 | 14 125   |
| 1925 | 13 640   |
| 1933 | 13 683   |
| 1939 | 13 512   |
| 1946 | 11 332   |
| 1950 | 12 418   |
| 1964 | 23 441   |
| 1971 | 38 211   |

| År   | Invånare |
| ---- | -------- |
| 1981 | 54 933   |
| 1985 | 54 142   |
| 1989 | 55 082   |
| 1990 | 53 628   |
| 1991 | 51 923   |
| 1992 | 52 188   |
| 1993 | 51 606   |
| 1994 | 50 684   |
| 1995 | 49 371   |
| 1996 | 48 138   |

| År   | Invånare |
| ---- | -------- |
| 1997 | 46 723   |
| 1998 | 45 117   |
| 1999 | 43 707   |
| 2000 | 42 261   |
| 2001 | 40 685   |
| 2002 | 39 381   |
| 2003 | 38 691   |
| 2004 | 37 940   |
| 2005 | 37 259   |
| 2006 | 36 677   |

| År   | Invånare |
| ---- | -------- |
| 2007 | 35 881   |
| 2008 | 35 162   |
| 2009 | 34 586   |
| 2010 | 34 035   |
| 2011 | 31 515   |
| 2012 | 31 042   |
| 2013 | 30 539   |
| 2014 | 30 273   |
| 2015 | 30 262   |
| 2016 | 30 182   |

| År   | Invånare |
| ---- | -------- |
| 2017 | 30 075   |
| 2018 | 29 920   |
| 2019 | 29 680   |
| 2020 | 29 433   |

Detaljerade källor anges i Wikimedia Commons..